# Măureni
Măureni – wieś w Rumunii, w okręgu Caraș-Severin, w gminie Măureni. W 2011 roku liczyła 1726 mieszkańców. 